# نوفوتشبوكسارسك
نوفوتشبوكسارسك (الروسية: Новочебоксарск) هي إحدى مدن روسيا في الكيان الفدرالي الروسي تشوفاشيا.

## توأمة
لنوفوتشبوكسارسك اتفاقيات توأمة مع كل من:
- Žatec [الإنجليزية]‏
- كليموفسك
- سترليتاماك